# 商人 (古代人群)
商人，被今人稱為商部族、商民族、商族、殷族、商部落，是建立商王朝的一個人群，為漢族先民的一支，主要活動區域為中國黃河流域。商王武丁之後商人活動區域在豫北洹水殷墟和山東。牧野之戰後，商人一部分被周朝消滅，一部分併入周朝的匽侯（燕國）、宗周等，周初在中原一帶仍有商朝遺民居住，如周朝封建的宋國。其旁支孤竹國在被燕國所滅後，部份人群移居宋國與楚國，孔子, 墨子等為其後裔。

## 傳說起源
商人以契為始祖，其母簡狄吞食鳳凰蛋後懷孕生下契。相傳其父帝嚳將他封在商丘，為商人的起源地。

## 學術考證

### 始祖
在殷商卜辭中，商人始祖名為夒（夒-巳）。在甲骨文，嚳被稱為學戊（學-子+戊）。王國維〈商先公先王考〉認為，夒與嚳兩字外形相近，因此帝夒即是帝嚳，錯寫為夋，即《山海經》所說的帝俊。郭沫若支持這個說法。何炳棣認為帝嚳的古音為告，與帝夒古音為奧，兩字韻部不同，無法拉上關係。

### 信仰
甲骨文卜辭中，商人的神明稱為帝或上帝。
學者胡厚宣認為，商人相信一個至高的唯一神，但陳夢家則主張，商人信仰的上帝只是自然崇拜，不具備人格性。

### 圖騰
胡厚宣認為，商族以鳳凰為圖騰。

### 宗族制度
商代的政治是家族政治，王室的堂親和國王的兄弟、堂親構成“亞”家族，朱鳳瀚認為“亞”族的“亞”是次一等的意思，但實際上“亞”特指堂輩親屬，往往見於氏族名。雀族約在豫北，是商朝重要的家族成員。

## 起源地區
對於商人的起源，學界有多種說法。

### 西方起源論
1970年出版的《全球通史》認為，商部落原是來自西北蒙古草原處於青銅時代的遊牧部落，入侵並征服北部中國尚處於新石器時代的居民後建立商朝統治，同時未提及夏朝的存在。在同時擁有馬和金屬制武器後，遊牧民族便發起了席捲文明中心的入侵浪潮。約西元前1700-1500年之間，手執青銅武器的戰車入侵到了遙遠的中國北部黃河流域。
此前較早進入類似青銅時代的是安德羅諾沃文化，繁盛於西西伯利亞和中亞草原地帶。
早先的顱骨材料檢定顯示，商人呈現出蒙古人種的特徵。但是，未有證據證明殷商是青銅時代的西部入侵種族，相反地，商朝人被認為是同一族群如同新石器時代的本地居民。新石器時代文化的出現早於中國東北地區的商文化。

### 東方起源論
商人可能起源自東夷集團，這學說的主要支持者為王國維與郭沫若等人，傅斯年在〈夷夏東西說〉中也討論過這個說法。
此派認為，商人始祖簡狄吞食鳳凰蛋傳說，說明商人為少昊鳳凰氏後代。

### 東北起源論
商人可能起源於今中國東北地區的假說，最早由王國維與顧頡剛提出，後由傅斯年在〈夷夏東西說〉與《東北史綱》中發展成完整學說。中華人民共和國學者胡厚宣則認為殷商氏族以玄鳥為圖騰，而古代鳥生傳說的部落，多分佈在東方沿海一帶，所以判斷商族最早活動於東方的渤海沿岸及河南河北，它同山東半島、遼東半島的古代土著民族有許多共同之處。學者曹定雲認為商族起源於北京及燕山一帶，紅山文化為商族所創。
相傳在商朝被滅時，箕子率商人遺民東遷至今中國東北與朝鮮半島一帶，周武王因此將朝鮮半島作為箕子封國。傅斯年以箕子封於朝鮮與孤竹國與商人同宗族等中國史書記載來主張商人最早起源地在今中國東北一帶，以及現今朝鮮民族可能為商人後裔等說法。
另外史書中對商的來歷也有明確記載。《荀子•成相篇》：“契玄王生昭明，居於砥石遷于商，十有四世乃有天乙是成湯。”  砥石是哪里呢？《淮南子•墬形訓》記載：“ 遼出砥石 。”後世注釋說：“砥石，山名，在塞外，遼水所出。” 酈道元《水經注•大遼水》雲：“遼水亦言出砥石山，自塞外東流，直遼東之望平縣西。” 砥石這個地名就是在遼河，“遼水”這個名字沒什麼歧義，就是指遼河。
在大淩河流域出土商代青銅器後，這個說法重新受到重視。商族可能起源於東北或遼西，李濟說渤海沿岸及東北地區正是所論的商族的起源地，他猜測說：“骨卜顯然最初發源於那些飼養牛和鹿、而仍可能還是遊牧的部落，但他們肯定還沒有任何文字，卻有著繁雜的儀式和迷信”。

### 南方起源論
學者衛聚賢在《吳越民族叢論》中提出，商族可能源自中國南方，後進入中原，吳越族為其後裔。

### 夏商周同源論
中國傳統上認為商人起源與夏人、周人同源。

## 其他相關學說

### 與美洲原住民族關係
因為殷商銅器圖案與中美洲古文明的圖案有類似之處，部份學者認為商民族與美洲原住民間有關。在中國，這個學說最早由羅振玉與王國維提出。

## 考古
夏家店下層文化與紅山文化遺址。
商文化主要有偃師商城遺址、鄭州商城遺址代表的二裏崗文化、殷墟、蘇埠屯大墓代表的商朝山東軍事基地。
下七垣文化有十分豐富的遺存，其分佈主要集中在西半部的武安、涉縣、磁縣、礦區、永年及邯鄲縣境內。在漳河、滏陽河及洺河的中上游地區，有先商遺址近百處。其中，下七垣遺址共分四層，疊壓關係清楚，遺物特徵明顯，為冀南地區商文化的分期提供可靠的地層依據，故以其命名商國未滅夏前的原始文化。

## 人群與遺傳影響

### 古代人群的遺傳影響
通過對殷墟中小墓人骨所做體質人類學研究發現，商代晚期居民的體質類型包括“古中原類型”和“古東北類型”兩種。殷墟出土的一個人頭陶範上人像形態複雜化特徵，具有突出的顴骨及窄鼻型結合扁平面部特徵，呈現類似北亞蒙古人種的面型。根據殷墟西北崗出土的389具頭骨中，有370具為成年，平均年齡約為35歳，其中男性頭骨有319具，女性約為其六分之一，餘者破損未定。在幾個小組的代表標本以外，尚餘有近半以上的頭骨，或由於破損，或由於類型不明，而未予以分類。在全部未分組男性頭骨中，經比較與本土的華北人群分組較相近。代表的頭骨標本可分為五組，其中第一組為古典蒙古種類型（印地安人、楚科奇人），第二組為海洋類黑人種類型（美拉尼西亞人、巴布亞人），第三組為類高加索種類型，第四組為類埃斯基人種類型以及第五組為類似波利尼西亞人。在已分組的西北崗頭骨中，第三類型即類高加索型的頭骨最少，僅有兩具；第一及第四即類蒙古型共計有七十具；第二類即海洋類黑種人型頭骨有四十具；第五型有五十具。此外，殷墟人類種群在mitochondrial DNA類型上與中國北部人群有很高的相似性，其中與居住在中國的現代北部漢族人群最相似(72.1%)，其次為藏緬語族人群(18%)，最後為現代阿勒泰語系人群(9.9%)。

### 其他古人類對智人的遺傳影響
對尼安德特人的骨遺骸樣本進行了全基因組測序，結果發現非洲以外的人群，包括東亞人群在內的所有歐亞人群約有1%~4%的遺傳組分與印地安人相似。進一步研究也提示東亞人群中確實存在與尼安德塔智人物種相似的遺傳組分，並且這種組分在東亞人群（9.6%）中要高於歐洲人群（6.4%）。另外，在亞太地區的現代人群中還發現了與西伯利亞地區的古人類丹尼索瓦人相似的遺傳成分，該遺傳組分主要分佈在大洋洲（約3%~6%），在東亞人群中也有少量分佈（0.2%）。